# فرودگاه کمبریج بی
فرودگاه کمبریج بی (به انگلیسی: Cambridge Bay Airport) یک فرودگاه همگانی باربری با کد یاتا YCB است که یک باند فرود شن دارد. این فرودگاه در کشور کانادا قرار دارد.